# Liste der Naturdenkmale in Hohne
Die Liste der Naturdenkmale in Hohne nennt die Naturdenkmale in Hohne im Landkreis Celle in Niedersachsen.

## Naturdenkmale
| Bild            | Bezeichnung | Ort, Lage                                                 | Beschreibung                                                   | Schutzzweck | Nummer      |
| --------------- | ----------- | --------------------------------------------------------- | -------------------------------------------------------------- | ----------- | ----------- |
| Fotos hochladen | Eiche       | Helmerkamp Hauptstraße (52° 35′ 35,6″ N, 10° 19′ 14,3″ O) | Höhe: 18 m Alter: ca. 350 Jahre Stammumfang: 6,28 m (Mai 2019) |             | ND CE 00099 |